# Świadkowie Jehowy w Kostaryce
Świadkowie Jehowy w Kostaryce – społeczność wyznaniowa w Kostaryce, należąca do ogólnoświatowej wspólnoty Świadków Jehowy, licząca w 2023 roku 32 084 głosicieli, należących do 429 zborów. Na dorocznej uroczystości Wieczerzy Pańskiej w 2023 roku zgromadziło się 70 119 osób (1,9% mieszkańców kraju). Działalność miejscowych głosicieli koordynuje Środkowoamerykańskie Biuro Oddziału w El Tejocote na przedmieściach stolicy Meksyku. Biuro Krajowe znajduje się w Barreal de Heredia.

## Historia

### Początki
Działalność rozpoczęli w pierwszych latach XX wieku zagraniczni wyznawcy. Byli to m.in. H.P. Clarke i Louis Facey z Jamajki. W 1907 roku działała tu mała grupa wyznawców; w roku 1912 przekształciła się w angielskojęzyczny zbór. W roku 1914 odbył się kongres. W 1917 roku kraj odwiedził po raz pierwszy przedstawiciel Towarzystwa Strażnica – Walter Bundy. W latach 20. XX wieku działał tu m.in. George Young. W 1931 roku powstał pierwszy zbór hiszpańskojęzyczny.

### Rozwój działalności
W roku 1943 dotarli pierwsi misjonarze, absolwenci Szkoły Gilead. W 1944 roku kraj odwiedził Nathan H. Knorr i Milton G. Henschel, a w marcu tego samego roku otwarto Biuro Oddziału. W Kostaryce działało 155 głosicieli. W roku 1946 Kostarykę ponownie odwiedził Nathan H. Knorr oraz Frederick W. Franz. W roku 1947 zanotowano liczbę 449 głosicieli, a w następnym roku – 915. We wrześniu 1948 roku w San José odbyło się hiszpańskojęzyczne zgromadzenie okręgowe z udziałem 500 osób, a w październiku w Limón w języku angielskim, w którym brało udział przeszło 500 osób.
W roku 1950 odbył się kongres ogólnokrajowy pod hasłem „Rozrost Teokracji” z udziałem ponad 300 obecnych. W tym samym roku przekroczono liczbę 1000 głosicieli, a w 1954 roku – dwóch tysięcy. W grudniu 1954 roku Nathan H. Knorr ponownie odwiedził Kostarykę i później jeszcze raz w 1956 roku, tym razem z okazji otwarcia nowego Biura Oddziału oraz Sali Królestwa.
W roku 1966 w stolicy odbył się kongres międzynarodowy pod hasłem „Synowie Boży – synami wolności” z udziałem 2974 osób; 73 osoby zostały ochrzczone. W kraju działało 2677 głosicieli.
W roku 1972 zorganizowano pomoc humanitarną dla poszkodowanych przez trzęsienie ziemi. W grudniu 1973 roku w San José odbył się kongres pod hasłem „Boskie zwycięstwo”, a w styczniu 1979 roku kongres pod hasłem „Zwycięska wiara” (uczestniczyło w nim 8549 osób).
W latach 70. XX wieku z uwagi na prześladowania na Kubie wielu tamtejszych współwyznawców przyjechało do Kostaryki. W tamtych latach rozpoczęto działalność w kolonii karnej na wyspie San Lucas.
W 1987 roku otwarto nowe Biuro Oddziału w mieście Heredia koło San José.
W latach 90. XX wieku rozpoczęto regularną działalność kaznodziejską wśród Indian Guaymi w Sixaola. W 1991 roku udzielono pomocy współwyznawcom poszkodowanym przez trzęsienie ziemi w Nikaragui, a w 1998 roku poszkodowanym przez huragan Mitch. W styczniu 1999 roku zorganizowano kongres międzynarodowy pod hasłem „Boża droga życia” z udziałem 34 431 osób – delegaci zagraniczni przybyli 42 samolotami.
W 2012 roku nadzór nad działalnością miejscowych wyznawców przejęło meksykańskie Biuro Oddziału. W styczniu 2013 roku odbył się kongres specjalny pod hasłem „Strzeż swego serca!”. We wrześniu 2015 roku 75 kostarykańskich delegatów brało udział w kongresie specjalnym pod hasłem „Naśladujmy Jezusa!” w Medellín w Kolumbii.
W roku 2015 w odizolowanym górzystym terenie zorganizowano specjalną kampanię ewangelizacyjną, głównie w języku kabekar, w której uczestniczyło dziewięć grup głosicieli. Również na innych terenach zamieszkanych przez mniejszą liczbę głosicieli, prowadzone są specjalne kampanie kaznodziejskie.
W roku 2015 przekroczono liczbę 30 tysięcy głosicieli. W maju 2015 roku w nowej Sali Zgromadzeń zorganizowano pierwsze zgromadzenie w języku bribri.
Pod koniec listopada 2016 roku zorganizowano pomoc humanitarną dla poszkodowanych przez huragan Otto, a w listopadzie 2020 roku przez huragany Eta oraz Iota. W 2021 roku osiągnięto liczbę 32 704 głosicieli, a na uroczystość Wieczerzy Pańskiej przybyły 80 874 osoby (1,9% mieszkańców kraju).
30 czerwca 2024 roku Carlos Martinez, członek Komitetu Oddziału Ameryka Centralna, podczas nagranego wcześniej programu, ogłosił wydanie Ewangelii według Mateusza w Przekładzie Nowego Świata w języku ngabere. Program był transmitowany do kilku Sal Królestwa w Kostaryce i Panamie, skorzystało z niego 2032 osoby. W 2024 roku językiem tym posługiwało się 877 głosicieli w 26 zborach i 2 grupach na terenie tych krajów.
Zebrania są prowadzone w jedenastu językach. Oprócz zborów i grup posługujących się językiem hiszpańskim, angielskim, chińskim, kostarykańskim migowym, niemieckim i włoskim, w Kostaryce działają m.in. 2 zbory i 2 grupy posługujące się językiem bribri oraz 3 zbory i 4 grupy posługujące się językiem kabekar – rdzennymi językami Ameryki Środkowej.